# Drukarnia Dufoura
Drukarnia Dufoura – drukarnia w Warszawie założona przez francuskiego drukarza Piotra Dufoura, który został sprowadzony do Polski przez księcia Adama Kazimierza Czartoryskiego w 1773 roku.
Po przybyciu do Warszawy drukarz przystąpił do kompletowania specjalistycznego sprzętu umożliwiającego mu uruchomienie prywatnej drukarni, przy wsparciu materialnym księcia Czartoryskiego. Sporą część urządzeń sprowadził z Paryża, pozostałe nabył w stolicy u Adama Gieryka Podebrańskiego. Otwarcie drukarni nastąpiło dnia 20 marca 1775 roku. Umiejscowiona była w południowej pierzei Rynku Starego Miasta w kamienicy Flaczkiewiczów, gdzie znajdowała się przez 3 lata. Następnie Dufour przeniósł się na ul. Świętojańską by już po roku przeprowadzić się do kamienicy na Krzywym Kole, własności pana De Roussi. Drukarnia na początku swej działalności posiadała tylko jedną prasę, później zwiększając jej liczebność do pięciu, a także bogaty komplet znakomitych czcionek umożliwiających druk w wielu językach np. polskim, łacińskim, francuskim, włoskim, greckim i hebrajskim. Oprócz tego Dufour zakupił za granicą zestaw winiet drzeworytowych.

## Działalność
Początkowo drukarnia wydawał różnorodne broszury, książki i ulotki. Za pierwszą pozycję uznaje się wydrukowane w 1775 roku Mowy za czterema stanami: kupieckim, rolniczym, żołnierskim i ludzi uczonych anonimowego autora, przetłumaczone z języka francuskiego na polski i dedykowane Stanisławowi Augustowi. Drukarnia koncentrowała się na wydawanie publikacji związanych z obradami sejmowymi. Drukował mowy min. Stanisława Lubomirskiego, Władysława Górowskiego, Józefa Niesiołkowskiego, Andrzeja Stanisława Młodziejowskiego, Kazimierza Nestora Sapiehy. Drukował teksty, które nie miały bezpośredniego związku z założeniami Komisji m.in. tzw. „popisy” uczniów szkół warszawskich np. Dowód rocznego postępku z prawa naturalnego i politycznego, logiki, metafizyki, arytmetyki z roku 1776. Od 1777 przez rok wydawane było w drukarni czasopismo „Journal Litteraire de Varsovie”. Od 1775 zaczęto publikować utwory teatralne, przeważnie teksty tłumaczone. Rok później Dufour rozpoczął wydawanie powieści tłumaczonych z francuskiego np. Powieści moralne Marmontela, Listy perskie Monteskiusza. Z pism religijnych opublikował anonimowe dzieło O odpustach, w szczególności o jubileuszu wielkim, tłoczył liczne kazania, a z dzieł historycznych warta wspomnienia jest Historia o wyroczniach pogańskich, tłumaczone z francuskiego dzieło A. van Dalena
W 1786 roku wydał mowy ponad 20 posłów z sejmu warszawskiego. W latach 1780–1788 wydawał utwory teatralne, co było związane z gwałtownym rozwojem Teatru Narodowego w Warszawie oraz tłumaczenia francuskich, niemieckich i rosyjskich. Wśród polskich pozycji na wyróżnienie zasługują dzieła min. Wojciecha Bogusławskiego, Józefa Wybickiego, czy Franciszka Zabłockiego, których teksty drukowano ze szczególną dbałością. Ogólnie wydano ponad 100 utworów scenicznych. Po 1784 następuje duży przyrost książek beletrystycznych jak chociażby Kandyd Wszędobylski Woltera czy anonimowe Rozkosze i troski małżeństwa. Również na polu historiografii Dufour ma wiele do powiedzenia. Jego największym osiągnięciem był ośmiotomowy Nowy dykcjonarz historyczny przetłumaczony z francuskiego pod kierunkiem benedyktyna Louisa-Mayuela de Chaudon.. Pozycja ta zawierała sporo informacji dotyczących życiorysów znanych osób. Wydana także Dykcjonasz geograficzny. Było to niezastąpione dzieło wiedzy geograficznej. Od 1780 Dufour poszerza działalność swej drukarni o dzieła tematycznie związane z medycyną i weterynarią (Apteczka końska Pierre’a Josepha Buchoza). W 1784 drukarnia po zaopatrzeniu się w specjalne czcionki, zaczyna wydawać księgi cerkiewne. W późniejszych latach otrzymała pozwolenie na druk dzieł hebrajskich. W końcówce lat osiemdziesiątych Dufour wydrukował sporo tekstów masońskich do użytku różnych lóż francuskojęzycznych np. Loży Doskonałego Milczenia czy Loży Katarzyny pod gwiazdą Północną. Poświęcił też dużo uwagi i czasu na propagowanie nowych czasopism tj. „ Annonces et AvisDivers”, miesięcznik „Pamiętnik Historyczno-polityczny” oraz pierwsze polskie czasopismo prawnicze. W 1786 roku gdy jego drukarnia osiągała szczyt rozwoju, drukarnie Dufoura wydały 117 druków. Posiadał dziewięć pras i kilkudziesięciu wyspecjalizowanych pracowników. Jego adres wpisywany w wydawane druki brzmiał: W Warszawie, u Piotra Dufoura, konsyliarza nadwornego, drukarza jego Królewskiej Mości i rzeczypospolitej, dyrektora drukarni Prześwietnej Szkoły Rycerskiej.
W okresie pomiędzy 6 października 1788 a 8 sierpnia 1792, w związku z obradowaniem Sejmu Wielkiego, drukarnia Dufoura publikowała prace związane z pracami Sejmu. Spod jego pras wyszło wówczas wiele broszur, ulotek, publikacji dotyczących spraw chłopskich, zagadnień ustrojowych, a także dokumentów dotyczących Konstytucji 3 Maja. Wobec tak dużego materiału dostarczanego niejako przez obrady sejmu Dufour musiał praktycznie zrezygnować z publikacji sztuk teatralnych, z wyjątkiem beletrystyki np. Rzepicha, matka królów, żona Piasta, między narodami sarmackimi słowiańskiego monarchy tej części ziemi, która się Polska nazywa ks. Franciszka Salezego Jezierskiego.
Po 9 sierpnia 1792, gdy wojska rosyjskie wkroczyły do Polski, Dufour wydrukował broszurę uzasadniającą wstąpienie wojsk do Polski, a także książkę Zdanie o królu polskim autorstwa samego Stanisława Augusta, w której tłumaczył swoje zachowanie odnośnie do wojny polsko-rosyjskiej. Poza tym drukarnia nadal zajmowała się wydawaniem pozycji beletrystycznych np. Nowe powieści moralne Marmontela. Po 1793 roku nastąpił upadek powolny upadek drukarni. Po uwolnieniu stolicy w wyniku powstania z 1794 roku Dufour włączył się do akcji wydawania pism powstańczych. Były to przede wszystkim druki ulotne, wiersze, rozporządzenia, informacje od różnych organizacji cywilnych i wojskowych, gazet. Oprócz tego drukowano sporo publikacji Tadeusza Kościuszki, o nakładzie do 5 tys. egzemplarzy. Po klęsce powstania kościuszkowskiego wydano zakaz działalności polskich instytucji, Dufourowi wysłał petycję do generała Fiodora Buxhövdena, by pozwolono mu drukować rozporządzenia magnackie na terenie stolicy. Zgodę otrzymał.
W 1784 drukarz został powołany przez Stanisława Augusta na stanowisko dyrektora Drukarni Korpusu Kadetów, którą prowadził do 1794 tj. do likwidacji korpusu. Drukarnia posiadała 4 prasy. Typograf uzupełnił ją tylko o komplet nowych czcionek oraz winiet. Spod tych pras wychodził „Monitor”, w tej samej częstotliwości tj, „półtygodnika”, objętości pół arkusza. Zmiany zaszły na polu technicznym. Czasopismo było wydawane „na lepszym papierze, estetycznymi czcionkami i ozdabiane winietami”. Jednocześnie z Dufourem działała w Warszawie drukarnia innego wybitnego drukarza Michała Groella, która nie tak liczna i nie o tak wielkim potencjale produkcyjnym, przewyższała konkurenta poziomem swych wydawnictw i ich estetyką.
Po śmierci Dufoura w 1797 roku jego firmę, do roku 1804, poprowadził jego siostrzeniec Tomasz Lebrun.